# Salit
Salit is een bestuurslaag in het regentschap Pekalongan van de provincie Midden-Java, Indonesië. Salit telt 1931 inwoners (volkstelling 2010).